# Barreal
Barreal ist eine Ortschaft der Gemeinde Calingasta in der Region Cuyo im mittleren Westen Argentiniens.

## Beschreibung
Barreal befindet sich in den Anden im mittleren Westen Argentiniens. Der Ort liegt 1650 m über dem Meer in einem breiten, flachen Zentraltal zwischen dem Vorgebirge im Osten (Sierra del Tontal, bis zu 4400 m hoch) und dem Frontgebirge im Westen (Cordillera de Ansilta, bis zu 5800 m hoch). Das in Nord-Süd-Richtung parallel zu diesen Gebirgsketten ausgerichtete Tal wird vom Río de Los Patos („Entenfluss“) durchflossen, an dessen Ufer die Siedlung angelegt ist. Durch den Fluss gehört Barreal zusammen mit zwölf weiteren Ortschaften in dem ansonsten vorwiegend menschenleeren Territorium zum Naturraum Calingasta-Oase, einer der fünf besiedelten Bezirke in der Provinz San Juan.
Barreal, mit den beiden Ortsteilen Barreal und Villa Pituil, gehört zur Gemeinde Calingasta, deren Verwaltung ein Büro im Ort unterhält. Von der Gesamtbevölkerung der Verwaltungsgemeinde leben 39 % in Barreal. Der Zensus von 2010 ergab eine Einwohnerzahl von 3463 in 1310 Wohnhäusern.
Klimatisch ist diese Region in der sich Barreal befindet eine Wüste der so genannten Ariden Diagonale Südamerikas. Das lokale Klima der Oase ist ein Trockenes Wüstenklima. Die Jahresniederschlagshöhe beträgt 52 mm. Die Temperaturen liegen zwischen −7,7 °C minimal und 35,9 °C maximal. Die wärmsten Monate sind Dezember und Januar mit einer höchsten mittleren Maximaltemperatur von 27 °C. Die kältesten Monate sind Juni und Juli mit einer niedrigsten mittleren Minimaltemperatur von 1,6 °C.
Limitiert durch das vorherrschende Wasserdefizit und die gelegentlichen Frostperioden, aber favorisiert durch eine lange Sonnenscheindauer eignet sich die Oase für den landwirtschaftlichen Anbau von Obst, Gewürzen und Getreide. Die wichtigsten Produkte sind Alfalfa, Zwiebeln und Knoblauch sowie in geringerem Umfang Kartoffeln und Mais.